# Goldlochspitz
Der Goldlochspitz ist ein 2110 m ü. M. hoher Berg in Balzers, Fürstentum Liechtenstein. Er befindet sich im Rätikon in den Ostalpen nahe der Grenze zur Schweiz und Österreich. Als Teil des Rätikon gehört er zu den Ostalpen.

## Namensdeutung
'Gipfel beim Goldloch'. Der Berg hat seinen Namen von Triesen aus erhalten, da sich das Goldloch auf dem Gemeindegebiet von Triesen befindet.